# ۲-متیل‌پنتان
۲-متیل‌پنتان (به انگلیسی: 2-Methylpentane) یک ترکیب شیمیایی با شناسه پاب‌کم ۷۸۹۲ است. شکل ظاهری این ترکیب، مایع شفاف بی‌رنگ است.